# Бибьяна
Бибьяна (итал. Bibiana, пьем. Bibian-a) — коммуна в Италии, располагается в регионе Пьемонт, в провинции Турин.
Население составляет 2854 человека (2008 г.), плотность населения составляет 159 чел./км². Занимает площадь 18 км². Почтовый индекс — 10060. Телефонный код — 0121.
Покровительницей коммуны почитается святая мученица Вивиана Римская, празднование 2 декабря.

## Демография
Динамика населения:

## Администрация коммуны
- Официальный сайт: https://web.archive.org/web/20060813144115/http://www.comunebibiana.it/